# Pomeni imen asteroidov: 35001–36000
Pregled pomenov imen asteroidov (malih planetov) od številke 35001 do 36000, ki jim je Središče za male planete dodelilo številko in so pozneje dobili tudi uradno ime  v skladu z dogovorjenim načinom imenovanja. Pregled je preverjen z Schmadelovim “Slovarjem imen malih planetov” (“Dictionary of Minor Planet Names”). 
Pregled pojasnjuje izvor oziroma pomen imen asteroidov, ki ga je priznala Mednarodna astronomska zveza (IAU). Nekateri asteroidi imajo imajo dodatno pojasnilo o izvoru imena, ki pa vedno ni popolnoma zanesljivo (oznaka “†” ali “‡“). 
| Ime                | Začasna oznaka | Izvor imena |
| 35001–35100        | 35001–35100    | 35001–35100 |
| ------------------ | -------------- | --- |
| 35056 Cullers      | 1984 ST        | Kent Cullers (rojen 1949), ameriški fizik † |
| 35062 Sakuranosyou | 1988 EP        | Sakuranosjou, osnovna šola Musašino Sakurano v mestu Musašino, Japonska, ob 10. obletnici ustanovitve šole † |
| 35101–35200        |                | |
| 35165 Québec       | 1993 QF1       | mesto Quebec City, pokrajina Québec, Kanada † |
| 35197 Longmire     | 1994 LH        | Matthew J. Longmire, ameriški(?) inženir elektrotehnike in začetnik astronomske uporabe CCD tehnologije † |
| 35201–35300        |                | |
| 35222 Delbarrio    | 1994 XD6       | Bianca Del Barrio, žena Francesca Gallottija, član Observatorija di Montelupo (Osservatorio di Montelupo) † |
| 35229 Benckert     | 1995 FY20      | Johann Peter Benckert, nemški kipar † |
| 35233 Krčín        | 1995 KJ        | Jakub Krčín (1535 – 1604), češki inženir hidravlike in konstruktor umetnih jezer kot so Rožmberk, Češka † |
| 35237 Matzner      | 1995 QP        | Antonín Matzner, češki muzikolog † Arhivirano 2007-08-14 at Archive.is |
| 35286 Takaoakihiro | 1996 TP9       | Akihiro Takao, japonski ljubiteljski astronom, član Astronomskega kluba Matsue † |
| 35301–35400        |                | |
| 35313 Hangtianyuan | 1997 AC6       | Zhongguo Hangtianyuan Zhongxin (Astronavtski center Kitajske) v Vesoljskem mestu Pekinga † |
| 35316 Monella      | 1997 AW13      | Rinaldo Monella, italijanski ljubiteljski astronom † |
| 35334 Yarkovsky    | 1997 FO1       | Ivan Osipovič Jarkovski (1844 – 1902), ruski inženir, ki je dal idejo za pojav, ki ga danes imenujemo Pojav Jarkovskega † |
| 35352 Texas        | 1997 PD2       | zvezna država ZDA Teksas † |
| 35356 Vondrák      | 1997 SL3       | Jan Vondrák, češki astronom, predsednik oddelka I (osnovna astronomija) pri Mednarodni astronomski zvezi, dobitnik Nušlove nagrade leta 2007, ki jo podeljuje Češka astronomska družba (Česká astronomická společnost ali ČAS) † |
| 35358 Lorifini     | 1997 SL17      | Lorella Fini, snaha prvega odkritelja † |
| 35364 Donaldpray   | 1997 UT        | Donald P. Pray, ameriški ljubiteljski astronom † |
| 35365 Cooney       | 1997 UU        | Walter R. Cooney ml., ameriški ljubiteljski astronom † |
| 35370 Daisakyu     | 1997 UF21      | Tottori-Dai-Sakyu (peščene sipine Totori), japonske največje peščene sipine blizu mesta Totori, ki se je združilo z vasjo Saji, kjer je od leta 2004 Observatorij Saji †                                                         |
| 35401–35500        |                | |
| 35403 Latimer      | 1997 YW4       | Truett Latimer Arhivirano 2006-09-03 na Wayback Machine., ameriški IMAX (Image MAXimum) filmski producent in nekdanji predsednik Prirodoslovnega muzeja Hustona (Houston Museum of Natural Science) †                            |
| 35441 Kyoko        | 1998 BH33      | Kjoko Ivasaki, japonska plavalka in dobitnica zlate medalje na Olimpijskih igrah † |
| 35446 Stáňa        | 1998 CK1       | Stáňa (Stanislava) Setváková, češka članica osebja na Planetariju v Pragi † |
| 35461 Mazzucato    | 1998 DM23      | Michele T. Mazzucato, italijanski ljubiteljski astronom in pisatelj † |
| 35501–35600        |                | |
| 35601–35700        |                | |
| 35701–35800        |                | |
| 35703 Lafiascaia   | 1999 FP10      | "La fiascaia", ženska, ki dela slamnate prevleke na italijanskih steklenicah za vino (kot je chianti) † |
| 35725 Tramuntana   | 1999 FQ59      | Tramuntana, glavna gorska veriga na Majorki, Španija; to je tudi ime za severni veter † |
| 35801–35900        |                | |
| 35901–36000        |                | |
| 35977 Lexington    | 1999 NA        | mesto Lexington, "rojstni kraj ameriške svobode" † |
| 35978 Arlington    | 1999 NC        | Arlington, kraj najhujših bitk v prvem dnevu Ameriške vojne za neodvisnost † |

| Predhodnik: 34001–35000 | Pomeni imen asteroidov Seznam asteroidov (35001-35250) Seznam asteroidov (35251-35500) Seznam asteroidov (35501-35750) Seznam asteroidov (35751-36000) | Naslednik: 36001–37000 |